# Chestermere Lake
Chestermere Lake är en sjö i Kanada.   Den ligger i provinsen Alberta, i den centrala delen av landet, 2 900 km väster om huvudstaden Ottawa. Chestermere Lake ligger 1 022 meter över havet. Arean är 2,7 kvadratkilometer. Den sträcker sig 4,9 kilometer i nord-sydlig riktning, och 1,3 kilometer i öst-västlig riktning.
Trakten runt Chestermere Lake består till största delen av jordbruksmark. Runt Chestermere Lake är det mycket glesbefolkat, med 7 invånare per kvadratkilometer.